# The Man Under the Hood
The Man Under the Hood es el décimo noveno episodio de la segunda temporada y cuadragésimo segundo episodio a lo largo de la serie estadounidense de drama y ciencia ficción, Arrow. El episodio fue escrito por Andrew Kreisberg & Keto Shimizu, basados en la historia de Greg Berlanti y Geoff Johns y dirigido por Jesse Warn. Fue estrenado el 16 de abril de 2014 en Estados Unidos por la cadena The CW.
Oliver, Sara, Felicity y Diggle regresan a la base de operaciones y encuentran a Slade esperando por ellos. Una batalla comienza y alguien del equipo de Oliver es enviado al hospital. Mientras tanto, Thea llega a su punto de ruptura mientras Oliver intenta llegar a ella, Slade interviene y ofrece a Oliver elegir entre su batalla con él o su familia. Finalmente, Laurel lucha con las consecuencias del secreto revelado por Slade.

## Argumento
Oliver y su equipo se irrumpen en la división de ciencias aplicadas de Queen Consolidated y destruyen el laboratorio para evitar que Slade tenga acceso para producir en masa el Mirakuru. En respuesta, Slade ataca al equipo en el centro de operaciones, donde Sara resulta herida. Más tarde, Felicity descubre que robó la llave maestra electrónica construida por William Tockman, con la que podrá acceder a cualquier laboratorio para conseguir el equipo que necesita.
Slade irrumpe en las instalaciones de S.T.A.R. Labs para robar el prototipo de una máquina tras la destrucción de la centrífuga de Queen Consolidated. En el lugar se encuentran Caitlin Snow y Cisco Ramon. Caitlin y Cisco intentan defenderse de Slade pero no logran impedir que Slade robe la centrífuga. Mientras tanto, Laurel analiza la información que Slade le reveló y al ver las heridas de Sara, le lleva a descubrir que su hermana es Canario.
Oliver sigue la pista de Slade, que lo lleva a descubrir dónde mantiene a los presos a los que inyectó con el Mirakuru pero se encuentra con que Slade ha secuestrado a Roy y es la sangre del chico la que está usando. Oliver y Diggle se enfrentan a Slade e Isabel, donde Diggle hiere gravemente a Isabel y Oliver libera a Roy y roba una muestra del suero. Más tarde, Oliver revela que hay una cura para el Mirakuru y Felicity acude a Caitlin y Cisco para que la ayuden a crear una cura.
Quentin es atacado en prisión y Laurel y Sara lo visitan en el hospital. Ahí, Laurel le revela a su padre saber la verdadera identidad de la Flecha pero se detiene cuando su padre le dice que la identidad del vigilante es irrelevante para el símbolo que él representa. Más tarde, Laurel chantajea a la fiscal Spencer para lograr la liberación y la restitución de su padre. Finalmente, Slade despierta a su ejército de superhombres y se revela que Isabel también fue inyectada con el suero.
Mientras tanto en la isla, Sara y Oliver planean cómo atacar a Slade en el carguero pero Ivo revela que existe una cura y a cambio de decirles dónde se encuentra le pide a Sara que lo asesine. Finalmente, Oliver evita que Sara se convierta en una asesina y le dispara a Ivo.

## Elenco
- Stephen Amell como Oliver Queen.
- Katie Cassidy como Dinah Laurel Lance.
- David Ramsey como John Diggle.
- Willa Holland como Thea Queen.
- Emily Bett Rickards como Felicity Smoak.
- Colton Haynes como Roy Harper.
- Manu Bennett como Slade Wilson.
- Susanna Thompson como Moira Queen.
- Paul Blackthorne como el oficial Quentin Lance.

## Continuidad
- El episodio marca la primera aparición de Caitlin Snow, Cisco Ramon y el doctor Lockhart.
- Kate Spencer fue vista anteriormente en Birds of Prey.
- Oliver, Felicity, Sara y Diggle se infiltran en la División de Ciencias Aplicadas de Queen Consolidated para destruir el Mirakuru, haciendo explotar el edificio entero.
- Slade se introduce en la base de operaciones del equipo y envía a Sara al hospital.

- Debido a la estancia de Sara en el hospital, Laurel descubre que ha sufrido múltiples heridas y deduce que ella es Canario.
- Se revela que Slade fue a la base del equipo Arrow para robar la llave maestra de William Tockman.

- Slade se infiltra en las instalaciones de S.T.A.R. Labs para robar el prototipo de una máquina tras la destrucción de la centrífuga de Queen Consolidated.
- Caitlin y Cisco intentan defenderse de Slade utilizando viejo armamento que era propiedad de Arthur Light.

- Arthur Light es un supervillano del Universo DC conocido por ser la persona en llevar el nombre de Doctor Luz, siendo enemigo de Los Jóvenes Titanes y la Liga de la Justicia.

- Felicity revela que conoció a Caitlin y Cisco durante su estancia en Ciudad Central.
- Moira le revela a Oliver que Robert e Isabel Rochev fueron amantes.
- Thea le reclama a Oliver por no haberle dicho la verdad y le dice que intentó besar a Tommy, su medio hermano.

- Tal acontecimiento tuvo lugar en Legacies.

- Isabel le revela a Oliver que fue entrenada por Slade y que ella y Robert planearon huir juntos, pero él prefirió quedarse con su familia tras un accidente que sufrió Thea.

- Isabel revela también que Robert sabía que Thea no era su hija.

- Ivo revela que existe una cura para contrarrestar los efectos del Mirakuru.
- Quentin es atacado en prisión.

- Tras esto, Laurel le exige a la fiscal Spencer la liberación de su padre o de lo contrario iniciaría un juicio en contra de la fiscalía.

- Quentin le dice a Laurel que no desea saber el nombre de Arrow, después de que ella le dice que sabe la verdadera identidad del justiciero.
- Oliver descubre que Roy fue capturado por Slade y su sangre la que están utilizando para crear un ejército.

- Oliver roba una muestra del Mirakuru.

- Oliver asesina a Ivo.
- Oliver le revela a Felicity y Digle que existe una cura para el Mirakuru.

- Felicity acude a Caitlin y Cisco con la muestra del suero.

- Se revela que Slade inyectó a Isabel con el Mirakuru.

## Desarrollo

### Producción
La producción de este episodio comenzó el 12 de febrero y terminó el 20 de febrero de 2014.

### Filmación
El episodio fue filmado del 21 de febrero al 4 de marzo de 2014.

### Casting
El 24 de enero fue anunciada la contratación de Danielle Panabaker como Caitlin Snow, una experta bioingeniera que perdió a su prometido en la explosión del acelerador de partículas de los laboratorios S.T.A.R. Labs. El 4 de febrero fue anunciado que Carlos Valdés fue contratado para dar vida a Cisco Ramon, un joven genio de la ingeniería mecánica. El 17 de marzo de 2014, Marc Guggenheim reveló durante una rueda de prensa que Caitlin Snow y Cisco Ramon serían introducidos en el episodio 19. Originalmente, dichos personajes serían introducidos en el episodio 20, mismo que fungiría como un piloto plantado para la posible serie derivada centrada en The Flash, sin embargo, el 18 de noviembre The CW anunció que renunció a la idea de un piloto plantado en el episodio 20 y en vez de eso otorgaba luz verde para la realización de un piloto independiente completamente centrado en el personaje.

## Recepción

### Recepción de la crítica
Jesse Schedeen de IGN calificó al episodio como grandioso y le dio una puntuación de 8.5 comentando: "A parte de establecer una rara presentación de algunos personajes de The Flash, The Man Under the Hood estableció que Deathstroke es una fuerza a tener en cuenta y que incluso él no es infalible. Fue una semana importante en términos de relaciones personales de Ollie, y un episodio que estableció el tono sombrío y opresivo que la serie lleva hacia el gran final".

### Recepción del público
En Estados Unidos, The Man Under the Hood fue visto por 2.26 millones de espectadores, recibiendo 0.7 millones de espectadores entre los 18 y 49 años, de acuerdo con Nielsen Media Research.